# Stolzenau
Stolzenau is een plaatsje in de Duitse deelstaat Nedersaksen, gelegen in de Samtgemeinde Mittelweser in het Landkreis Nienburg/Weser. De plaats telde in 2013 7.493 inwoners. In de tweede helft van de 20e eeuw was er een eenheid van de Nederlandse Koninklijke Luchtmacht in Stolzenau gestationeerd.

## Geografie
Stolzenau heeft een oppervlakte van 65 km² en ligt in het noorden van Duitsland aan de linkeroever van de rivier de Wezer in een overwegend laag drassig moeraslandschap.

## Geschiedenis
Stolzenau is ontstaan bij de plek waar 1346 door de graaf van Hoya een Burg gebouwd is. De naam Stolzenau is voor het eerst genoemd in 1370 en betekent iets als stolze Aue. Een Aue is het vlakke gebied met weilanden en bos naast een rivier gelegen (Stolzenau is het best te vertalen als trotse Aue). Het was een tijd lang de vaste residentie van de graaf van Hoya. Na zijn dood werd het graafschap in pacht door de hertog van Braunschweig en Lűneburg overgenomen, waardoor Stolzenau in dit hertogdom werd opgenomen.
In 1594 werd het dorp getroffen door een grote veenbrand, waarbij veel huizen verloren gingen. Ook bleef het dorp de ellende van de Dertigjarige Oorlog niet bespaard.
In 1625 werd het dorp bezet door Deense militairen. Na de vrede van Westfalen keerde de rust terug en kende Stolzenau een periode van economische ontwikkeling.
In 1884 werd de Kreis Stolzenau opgericht en in 1885 het nu nog bestaande raadhuis gebouwd. De Kreisverwaltung was tot 1932 in het oude kasteel ondergebracht. Dit veranderde in de Tweede Wereldoorlog van bestemming en werd Arbeitsdienstlager. Na 1945 werd het kasteel door diverse mensen bewoond en in 1965 werd het afgebroken. Op dezelfde plaats werd de middelbare school Schlossschule gebouwd.
Het wapenschild van Stolzenau dateert uit de 15e eeuw en bestaat uit een rood met gele achtergrond waarop links een kasteeltoren en rechts een berenklauw is afgebeeld. Dit is symbolisch voor het kasteel van de graaf van Hoya en zijn sterke leger. In het midden staat een anker dat het belang van de scheepvaart op de Wezer aangeeft.

## Nederlandse luchtmachteenheden
Als gevolg van de Koude Oorlog en de hieruit voortkomende Nederlandse verplichtingen aan de NAVO werden vanaf 1960 Nederlandse luchtmachteenheden in West-Duitsland gestationeerd. Als laatste eenheid werd in september 1966 de 5e Groep Geleide Wapens (5GGW) opgericht. 5GGW kreeg de plaats Stolzenau als vaste standplaats toegewezen, waarna in de stad het groepslegeringskamp (GLK) en de Nederlandse woonwijk werd gebouwd. Naast het GLK bestond 5GGW uit 4 operationele squadrons die waren uitgerust met luchtdoelraketten van het type MIM-23 Hawk (500 en 501 sqn) of MIM-104 Patriot (502 en 503 sqn). De operationele stellingen waren de volgende:
- 500 sqn Borstel
- 501 sqn Winzlar
- 502 sqn Hoysinghausen
- 503 sqn Reinsdorf

In 1985 kreeg 5GGW aanvulling met de FIM-92 Stinger. Deze vanaf de schouder gelanceerde hittezoekende raket diende voor de nabijverdediging van de operationele stellingen.
In 1991 werden 502 en 503 sqn voor twee maanden uitgezonden naar Turkije, voor de verdediging van de vliegbasis en de stad Diyarbakir tijdens de Golfoorlog.
Als gevolg van het einde van de Koude Oorlog werd 5GGW in juli 1995 opgeheven, waarmee na 35 jaar een eind kwam aan het tijdperk van de Nederlandse geleidewapeneenheden in West-Duitsland. Alle overgebleven eenheden gingen terug naar Nederland en zijn operationeel bij de Groep Geleide Wapens de Peel (GGW de Peel).

## Geboren in Stolzenau
- Nikolaus Bleyer (1591-1658), componist en violist